# Hiroshi Ochiai
Hiroshi Ochiai (落合弘?, Ochiai Hiroshi; Urawa, 28 febbraio 1946) è un ex calciatore e preparatore atletico giapponese.

## Biografia
Nei primi anni della sua carriera era conosciuto come Hiroshi Yamada  (山田弘?, Yamada Hiroshi). Dopo il matrimonio contratto nel 1969, decise di adottare il cognome della moglie.

## Caratteristiche tecniche
Nel corso della propria carriera ha avuto modo di ricoprire tutti i ruoli in campo, giocando inizialmente come attaccante (ottenendo, nel 1969, il titolo di capocannoniere della Japan Soccer League) poi, dal 1973, come centrocampista (ruolo in cui ottenne, nel 1978, il titolo di calciatore giapponese dell'anno) e, negli ultimi anni della sua carriera, come difensore. Per la sua forza fisica era soprannominato Uomo d'acciaio  (鉄人?, Tetsujin).

## Carriera

### Club
Formatosi nella sezione calcistica del liceo di Urawa, dopo il diploma iniziò a giocare nella squadra del circolo sportivo della Toshiba per poi passare definitivamente alla divisione motori Mitsubishi. Tra il 1966 e il 1981 giocò in tutte le partite del campionato raggiungendo il traguardo di 200 nel 1978 e fermandosi a 267 (primato successivamente battuto da Yoshikazu Nagai) nel 1984, anno in cui si ritirò dal calcio giocato.

### Nazionale
Dopo aver collezionato 18 presenze e tre reti nella nazionale Under-19, nel 1966 disputò la sua prima partita in nazionale maggiore mentre al 1974 risale il suo esordio in un incontro ufficiale. Fino al 1980 disputò 63 gare, indossando la fascia di capitano in occasione delle qualificazioni ai Mondiali del 1978.

### Dopo il ritiro
Vice-allenatore del Mitsubishi Heavy Industries a partire dal 1981, successivamente tra il 1988 e il 1992 ricoprì degli incarichi nello staff tecnico della Japan Football Association, per poi tornare agli Urawa Red Diamonds inizialmente come vice-allenatore e, dal 1995, come osservatore. Nel 2010 è stato incluso nella Japan Football Hall of Fame.

## Statistiche

### Presenze e reti nei club
| Stagione | Squadra              | Campionato | Campionato | Campionato |
| Stagione | Squadra              | Comp       | Pres       | Reti       |
| -------- | -------------------- | ---------- | ---------- | ---------- |
| 1966     | Mitsubishi HI        | JSL        | 14         | 6          |
| 1967     | Mitsubishi HI        | JSL        | 14         | 13         |
| 1968     | Mitsubishi HI        | JSL        | 14         | 5          |
| 1969     | Mitsubishi HI        | JSL        | 14         | 12         |
| 1970     | Mitsubishi HI        | JSL        | 14         | 2          |
| 1971     | Mitsubishi HI        | JSL        | 14         | 4          |
| 1972     | Mitsubishi HI        | JSL        | 14         | 1          |
| 1973     | Mitsubishi HI        | JSL1       | 18         | 2          |
| 1974     | Mitsubishi HI        | JSL1       | 18         | 2          |
| 1975     | Mitsubishi HI        | JSL1       | 18         | 3          |
| 1976     | Mitsubishi HI        | JSL1       | 18         | 1          |
| 1977     | Mitsubishi HI        | JSL1       | 18         | 1          |
| 1978     | Mitsubishi HI        | JSL1       | 18         | 1          |
| 1979     | Mitsubishi HI        | JSL1       | 18         | 2          |
| 1980     | Mitsubishi HI        | JSL1       | 18         | 1          |
| 1981     | Mitsubishi HI        | JSL1       | 18         | 0          |
| 1982     | Mitsubishi HI        | JSL1       | 5          | 0          |
| 1983     | Mitsubishi HI        | JSL1       | 2          | 0          |
| 1984     | Mitsubishi HI        | JSL1       | 0          | 0          |
|          | Totale Mitsubishi HI |            | 267        | 56         |

## Palmarès

### Club
- Japan Soccer League: 4

1969, 1973, 1978, 1982
- Japan Soccer League Cup: 2

1978, 1981
- Coppa dell'Imperatore: 4

1971, 1973, 1978, 1980

### Individuale
- Capocannoniere della Japan Soccer League: 1 volta
- Nominato miglior giocatore del campionato: 1 volte
- Incluso nella Best XI del campionato: 10 volte